# Col·legi Clemfor
El Col·legi Clemfor és un edifici de Cerdanyola del Vallès (Vallès Occidental) inclòs a l'Inventari del Patrimoni Arquitectònic de Catalunya.

## Descripció
Es tracta d'un edifici de planta rectangular que consta de planta baixa, pis i golfes. La teulada és a dues vessants, amb el carener paral·lel a la línia de carrer. La façana d'accés, amb un petit davanter, té obertures rectangulars a la planta i al pis, amb emmarcament de motllures simples. A la planta baixa hi ha dues portes d'accés flanquejades per finestres i, al primer pis hi ha balcons. Les golfes presenten obertures quadrades. L'edifici està coronat amb una cornisa i una barana simulada. La decoració del conjunt és simple, amb algun element clàssic com són les mènsules, cornises, palmetes de les baranes, etc. La façana posterior és molt senzilla i té un pati.

## Història
L'edifici fou construït l'any 1869.